# العلاقات الأمريكية الكندية التجارية
العلاقات التجارية بين الولايات المتحدة وكندا هي ثاني أكبر علاقات تجارية في العالم بعد الصين. عام 2015، بلغت قيمة تجارة البضائع الأمريكية مع كندا حوالي 295.2 بليون دولار أمريكي كواردات و280.3 بليون دولار أمريكي صادرات. تتضمن العلاقات التجارية بين الدولتين كافة الصناعات وتكتسب أهمية حيوية لنجاح كلتا الأمّتين حيث أن كل دولة تعدّ من أكبر الشركاء التجاريين بالنسبة للدولة الأخرى.
التجارة التي تتم من خلال جسر السفير بين وندسور في أونتاريو وديترويت وحدها تساوي جميع عمليات التجارة التي تتيم بين الولايات المتحدة واليابان.

## قبل النافتا
ناقش السياسيون الكنديون موضوع التجارة الحرة منذ عام 1866. دعم حزب الأحرار الكندي التجارة الحرة عموماً، وقد كانت الموضوع الأساسي في الانتخابات الفيدرالية الكندية عام 1911. بعد أن خسر الليبراليون تلك الانتخابات، لم يعد الموضوع مركز اهتمام لعدة سنوات. على الرغم من وجود العديد من الاتفاقيات الثنائية التي خفضت التعريفات الجمركية، إلا أنه لم يتم التوصّل إلى اتفاقية تجارة حرة حتى عام 1987، حيث وقعت اتفاقية التجارة الحرة بين كندا والولايات المتحدة.

## اتفاقية التجارة الحرة لأمريكا الشمالية (NAFTA)
أرست اتفاقية التجارة الحرة بين الولايات المتحدة وكندا الأسس لاتفاقية متعددة الأطراف ومتعددة الثقافات بين الولايات المتحدة والمكسيك وكندا، عرفت باسم نافتا، ساهمت في زيادة التجارة بين الدول الثلاثة. على الرغم من وجود بعذ الخلل خاصة في مجال السيارات والزراعة، إلا أن الاتجاهات جديرة بالاهتمام، حيث أن الاتفاقية كانت نعمة لجميع الدول ذات العلاقة.

## النزاعات
ثمة عدة نزاعات نشأت بخصوص التجارة الثنائية بين البلدين. وضعت الولايات المتحدة كندا في تقريرها تقرير 301 الخاص بخصوص إنفاذ حقوق الملكية الفكرية (أدرج في فئة أخف من فئة «التوبيخ»). من المنتجات الكندية الأخرى محل النزاع الخشب اللين ولحم البقر والطماطم ومنتجات زراعية أخرى.
كانت الإجراءات الأمنية الزائدة على الحدود والتي كانت رد فعل على الهجمات الإرهابية عام 2001 مسألة مثيرة للقلق للشركات والأعمال في كلا البلدين. لكن المسألة أصبحت أقل قلقاً بعد تطوير التكنولوجيا والتشريعات والتدريب وتخفيف القواعد. لكن التجارة تأثرت بسبب خسارة الشركات حوالي 10.5 مليار دولار أمريكي هي تكلفة التأخير وعدم التأكد من إتمام السفر بين البلدين.
من القضايا التجارية المعقدة القائمة حالياً عملية استيراد دواء الوصفات الرخيص من كندا إلى الولايات المتحدة. نظراً لأن الحكومة الكندية تتحكم بالأسعار كجزء من نظام الرعاية الصحية الوحيد مدفوع الأجر، يمكن أن تكون أسعار الأدوية التي تستلزم وصفة طبية سعر قليل جداً مما يدفعه المستهلكون في السوق الأمريكية غير المنظمة. وفي حين تم إقرار قوانين الولايات المتجدة على المستوى الوطني ضد هذه المبيعات، إلا أن حكومات محلية وحكومات ولايات محدّدة لها تشريعاتها الخاصة التي تسمح باستمرار تلك التجارة. من الواضح أن شركات الأدوية الأمريكية والتي تكون غالباً مؤيدة للحملات السياسية تعترض ضد هذه الممارسة.
وفقاً لدراسة أجريت عام 2007 بتكليف من السفارة الكندية في واشنطن العاصمة، تدعم التجارة بين كندا والولايات المتحدة حوالي 7.1 مليون وظيفة أمريكية.
| الولاية الأمريكية  | الوظائف الأمريكية المدعومة | الرتبة |
| ------------------ | -------------------------- | ------ |
| ألاباما            | 105,000                    | 22     |
| ألاسكا             | 3,100                      | 50     |
| أريزونا            | 128,750                    | 20     |
| أركنساس            | 63,250                     | 32     |
| كاليفورنيا         | 832,250                    | 1      |
| كولورادو           | 123,750                    | 21     |
| كونيتيكت           | 90,250                     | 27     |
| ديلاوير            | 21,250                     | 46     |
| مقاطعة كولومبيا    | 29,000                     | 38     |
| فلوريدا            | 404,750                    | 4      |
| جورجيا             | 211,750                    | 9      |
| هاواي              | 37,000                     | 38     |
| آيداهو             | 33,500                     | 40     |
| إلينوي             | 304,500                    | 5      |
| إنديانا            | 147,750                    | 15     |
| أيوا               | 78,000                     | 30     |
| كانساس             | 72,750                     | 31     |
| كنتاكي             | 96,000                     | 25     |
| لويزيانا           | 102,000                    | 24     |
| مين                | 32,250                     | 42     |
| ماريلاند           | 140,250                    | 23     |
| ماساتشوستس         | 172,250                    | 13     |
| ميشيغان            | 221,500                    | 8      |
| مينيسوتا           | 141,250                    | 19     |
| مسيسيبي            | 61,750                     | 33     |
| ميزوري             | 144,750                    | 17     |
| مونتانا            | 24,250                     | 44     |
| نبراسكا            | 49,750                     | 36     |
| نيفادا             | 61,250                     | 34     |
| نيوهامبشير         | 32,750                     | 41     |
| نيوجيرسي           | 206,750                    | 11     |
| نيومكسيكو          | 44,500                     | 37     |
| نيويورك            | 468,750                    | 3      |
| كارولاينا الشمالية | 208,500                    | 10     |
| داكوتا الشمالية    | 18,750                     | 47     |
| أوهايو             | 267,500                    | 7      |
| أوكلاهوما          | 82,250                     | 29     |
| أوريغون            | 88,750                     | 28     |
| بنسيلفانيا         | 295,250                    | 6      |
| رود آيلاند         | 26,000                     | 43     |
| كارولاينا الجنوبية | 95,250                     | 26     |
| داكوتا الجنوبية    | 21,500                     | 45     |
| تينيسي             | 146,000                    | 16     |
| تكساس              | 521,750                    | 2      |
| يوتا               | 61,250                     | 35     |
| فيرمونت            | 17,500                     | 48     |
| فرجينيا            | 197,000                    | 12     |
| واشنطن             | 153,000                    | 14     |
| فيرجينيا الغربية   | 37,000                     | 39     |
| ويسكونسن           | 141,500                    | 18     |
| وايومنغ            | 14,000                     | 49     |
| المجموع            | 7,079,350                  |        |